# Alphen en Riel
Alphen en Riel è stata una municipalità dei Paesi Bassi situata nella provincia del Brabante Settentrionale. Soppressa il 1º gennaio 1997, il suo territorio è stato suddiviso tra i comuni di Alphen-Chaam e Goirle.